# Cooke County
Cooke County är ett administrativt område i delstaten Texas, USA, med 38 437 invånare (2010). Den administrativa huvudorten (county seat) är Gainesville. 

## Geografi
Enligt United States Census Bureau har countyt en total area på 2 328 km². 2 264 km² av den arean är land och 65 km² är vatten.

### Angränsande countyn
- Love County, Oklahoma - norr
- Grayson County - öster
- Denton County - söder
- Wise County - sydväst
- Montague County - väster

### Orter
- Callisburg
- Gainesville (huvudort)
- Lake Kiowa
- Lindsay
- Muenster
- Oak Ridge
- Valley View